# Národní zdravotnický informační systém
Národní zdravotnický informační systém (NZIS) je výkonný nástroj Ústavu zdravotnických informací a statistiky ČR (ÚZIS ČR). Lze si jej představit jako prostředí, které slouží ke sběru a zpracování dat o zdraví české populace a českém systému zdravotní péče. 

## Vymezení NZIS
NZIS byl zřízen zákonem č. 372/2011 Sb. Hlava III §70:
(1) Národní zdravotnický informační systém je jednotný celostátní informační systém veřejné správy určený
a) ke zpracování údajů o zdravotním stavu obyvatelstva, o činnosti poskytovatelů a jejich ekonomice, o zdravotnických pracovnících a jiných odborných pracovnících ve zdravotnictví za účelem získání informací o rozsahu a kvalitě poskytovaných zdravotních služeb, pro řízení zdravotnictví a tvorbu zdravotní politiky,
b) k vedení Národních zdravotních registrů a zpracování údajů v nich vedených,
c) k vedení Národního registru poskytovatelů a Národního registru zdravotnických pracovníků a zpracování údajů v nich vedených,
d) k realizaci a zpracování výběrových šetření o zdravotním stavu obyvatel, o determinantách zdraví, o potřebě a spotřebě zdravotních služeb a spokojenosti s nimi a o výdajích na zdravotní služby,
e) pro potřeby vědy a výzkumu v oblasti zdravotnictví,
f) ke zpracování údajů uvedených v písmenech a) a d) pro statistické účely a k poskytování údajů a statistických informací v rozsahu určeném tímto nebo jinými právními předpisy, včetně poskytování informací pro mezinárodní instituce.
Do NZIS se předávají informace údaje bez souhlasu subjektu.

## Provoz systému
Zřizovatelem NZIS je Ministerstvo zdravotnictví ČR, které správou pověřilo ÚZIS ČR.
Údaje do Národního zdravotnického informačního systému se předávají pouze v elektronické podobě přímým zápisem nebo na technických nosičích způsobem stanoveným prováděcím právním předpisem.

## Zdravotnické registry
V letech 2009 až 2017 vzniklo 43 zdravotnických registrů za téměř 130 milionů korun, jejich roční provoz stojí přes 70 milionů korun.

### Data ČSSZ: Informační systém Pracovní neschopnost (IS PN)
Informační systém z datových souborů ČSSZ

### Data ČSÚ
- Informační systém Bilance obyvatel
- Informační systém Narození (IS NAR)
- Informační systém Zemřelí (IS ZEM)

### Data ÚZIS: Další registry
- Národní registr osob nesouhlasících s posmrtným odběrem tkání a orgánů
- Registr lékařů, zubních lékařů a farmaceutů (RLZF)
- Národní registr zdravotnických pracovníků

Tento registr se stal nástrojem ostrého konkurenčního boje. Do zákona č. 160/1992 Sb., o zdravotní péči v nestátních zdravotnických zařízeních, se dostal požadavek pravidelné registrace poskytovatelů. Ústavní soud v roce 2012 na návrh skupiny senátorů tento požadavek zrušil.
- Registr zdravotnických prostředků (RZPRO)

Registr provozuje na základě pověření Státní ústav pro kontrolu léčiv
- Národní registr hrazených zdravotních služeb

Registr, který bude získávat údaje od zdravotních pojišťoven.
- Transplantační registry
- Informační systém výzkumných a inovativních projektů (ISVP)

### Národní zdravotní registry
- Národní diabetologický registr (NDR)
- Národní kardiochirurgický registr (NKR)
- Národní onkologický registr (NOR)
- Národní registr asistované reprodukce (NRAR)
- Národní registr hospitalizovaných (NRHOSP)
- Národní registr intenzivní péče

Registr v pořizovací ceně 2,5 mil. Kč nebyl vůbec spuštěn. Nemocnice odmítly registr využívat a přispívat do něj svými daty a dál používaly své informační systémy. Koordinační středisko MZd navíc registr pořídilo i přesto, že ho k tomu nepověřilo Ministerstvo zdravotnictví a zřízení registru nevyplývalo ani ze zákona. Vybudování tohoto registru NKÚ vyhodnotil jako porušení rozpočtové kázně.
- Národní registr kardiovaskulárních intervencí (NRKI)
- Národní registr kardiovaskulárních operací a intervencí (NRKOI)
- Národní registr kloubních náhrad (NRKN)
- Národní registr léčby uživatelů drog (NRLUD)
- Národní registr nemocí z povolání (NRNP)
- Národní registr novorozenců (NRNAR)
- Národní registr osob trvale vyloučených z dárcovství krve (NROVDK)
- Národní registr pitev a toxikologických vyšetření prováděných na oddělení soudního lékařství (NRPATV)
- Národní registr poskytovatelů zdravotních služeb (NRPZS)
- Národní registr potratů (NRPOT)
- Národní registr reprodukčního zdraví (NRRZ)
- Národní registr rodiček (NRROD)
- Národní registr vrozených vad (NRVV)
- Národní registr úrazů (NRU)

### Registr nelékařských pracovníků a Registr výzkumných a inovativních projektů
Pořízení registrů NKÚ vyhodnotil jako porušení rozpočtové kázně a udělil pokutu za více než 24 milionů korun.

### Registry hygienické služby
- Informační systém infekční nemoci (ISIN)
- Registr pohlavních nemocí (RPN)
- Registr tuberkulózy (RTBC)
- Registr chemických látek a prostředků – CHLAP
- Registr akutních respiračních infekcí – ARI
- Informační systém Pandemie
- Pitná voda – IS PiVo
- Registr hygieny dětí a mladistvých – HDM
- Registr hygieny výživy – HVY
- Registr kategorizace prací – KaPr
- Předměty běžného užívání – IS PBU
- Registr epidemiologie – EPI
- Registr hygieny obecné a komunální – RHOK
- Registr oznámených potravin – ROP[4]